# Литургическое движение
Литургическое движение — совокупность инициатив в католицизме, англиканстве и протестантизме, предпринимавшихся в XIX—XX веках с целью возрождения активного, сознательного и плодотворного участия народа в богослужении. Литургическое движение начиналось в XIX веке в Католической церкви и распространилась на многие другие христианские церкви, включая лютеранские церкви, англиканское сообщество и другие протестантские церкви. Подобная реформа в Церкви Англии и англиканском сообществе известно как оксфордское движение способствовало изменению теологии и литургии в Великобритании и США в середине XIX века. Литургическое движение стало одним из основных факторов, повлиявших на процесс экуменического движения в пользу обращения вспять разногласий, начавшихся во время Реформации.
Движение имеет ряд аспектов. Во-первых, это была попытка восстановить богослужебные практики Средневековья, которые в XIX веке считалась идеальной формой богослужения и выражения веры. Во-вторых, это была научная миссия по изучению и анализу истории богослужения. В-третьих, движение расширилось до изучения природы богослужения и молитвы как органической человеческой деятельности. Четвёртым было стремление обновить выразительность богослужение как инструмента обучения и миссии. Пятым была попытка добиться примирения между многими церквями по обе стороны протестантской Реформации.
В ходе Реформации XVI века, в то время как некоторые из новых протестантских церквей отказались от старой латинской мессы Католической церкви, она реформировала и пересмотрела её. Разделение между католицизмом и протестантизмом было отчасти обусловлено различием взглядов на язык, на котором должна совершаться литургия. Месса на латыни по мнению одних — это то, что можно в первую очередь увидеть и услышать как священный акт; богослужение на народном языке, то есть на родном языке для молящегося было бы тем, что молящийся может понять и в чём он может принять участие. Последовавший за этим пересмотр римской литургии, который обеспечил единое использование для всей Западной церкви, подчеркнул сакраментальный и жертвенный характер Евхаристии, а не направление, к которому призывали реформаторы, в сторону участия мирян. Литургическое движение, зародившееся в результате работы по восстановлению литургии в соответствии с её древними принципами, привело к изменениям, которые затронули как католиков, так и протестантов различных конфессий.